# Бузырев, Вячеслав Васильевич
Вячеслав Васильевич Бузырев (1938—2018) — советский и российский учёный, доктор экономических наук, профессор; действительный член Петровской академии наук и искусств (1996), Международной академии инвестиций и экономики строительства (1999), Жилищно-коммунальной академии (1995), а также член-корреспондент Российской академии естественных наук (1999).
Автор более 200 научных работ, в том числе более 15 монографий, учебников и учебных пособий, по вопросам эффективного управления инвестиционно-строительным комплексом, решения жилищной проблемы.

## Биография

Могила Бузырева на Волковском православном кладбище Санкт-Петербурга.

Родился 6 апреля 1938 года в городе Кокчетав Казахской ССР.
В 1960 году окончил Ленинградский институт советской торговли (ныне Институт промышленного менеджмента, экономики и торговли Санкт-Петербургского политехнического университета Петра Великого), а в 1967 году — Ленинградский инженерно-экономический институт (ныне Санкт-Петербургский государственный инженерно-экономический университет). Трудовую деятельность начал экономистом, затем был начальном планового отдела на предприятиях Ленинграда.
В 1968 году Вячеслав Бузырев перешёл на преподавательскую деятельность в Ленинградском инженерно-экономическом институте, с которым связал всю свою жизнь. В 1972 году защитил кандидатскую диссертацию на тему «Вопросы планирования производственно-хозяйственной деятельности домостроительных комбинатов ленинградского типа с применением экономико-математических методов и ЭВМ». В 1974 году был избран заведующим кафедрой экономики и управления строительством, которой руководил более 25 лет. В 1985 году защитил докторскую диссертацию на тему «Хозяйственный механизм предприятий (объединений) индустриального домостроения в условиях интенсификации производства», а год спустя ему было присвоено звание профессора. Под его руководством подготовлены 16 докторов и около 100 кандидатов наук.
В. В. Бузырев был членом редакционного совета евразийского международного научно-аналитического журнала «Проблемы современной экономики», членом редакционной коллегии журнала «Вестник ИНЖЭКОНа». Принимал участие в научных и научно-методических конгрессах, конференциях, симпозиумах по экономическим проблемам инвестиционно-строительной деятельности, в том числе международных: в Луино (Италия), Варшаве (Польша), Харбине (Китай), Вене (Австрия).
Умер 27 января 2018 года в Санкт-Петербурге. Был похоронен на Волковском православном кладбище города.

## Награды и звания
Награждён орденом Дружбы (16.12.2009), Заслуженный деятель науки РФ (07.06.2000).